# صليباوات
الصُّلَيباوات (الاسم العلمي: Sclerotiniaceae) هي فصيلة من الفطريات تتبع رتبة المسماريات من الطائفة الملاسانية.

## التصنيف
- الصليباء